# Sereges tintagomba
A sereges tintagomba (Coprinellus disseminatus) a porhanyósgombafélék családjába tartozó, kozmopolita elterjedésű, lombos fák korhadó törzsén, ágain élő, nem ehető gombafaj. 

## Megjelenése
A sereges tintagomba kalapja 0,5-2 cm széles, fiatalon tojásdad, gyűszű formájú, majd széles domborúan, harangszerűen kiterül. Fiatalon majdnem fehér, szürkésbézs, okkersárgás, közepe barnás vagy szürkés, szürkésbarna, közepe sötétebb marad. Felszíne sima vagy fiatalon nagyon finoman deres-szőrös. Széle sugarasan bordás, majdnem a kalap közepéig.
Húsa nagyon vékony, törékeny; színe fehéres, idősen nem feketedik és folyósodik el. Szaga és íze nem jellegzetes. 
Némileg ritkás lemezei a tönköt érintik, esetleg szabadon állnak. Színük eleinte fehér, de hamar megszürkülnek, idősen megfeketednek, de nem folyósodnak el.  
Tönkje 1,5-4 cm magas és 1-2 mm vastag. Alakja egyenletesen hengeres, gyakran hajlott, üreges. Színe fehéres, kissé áttetsző. Felszíne végig finoman deres.
Spórapora fekete, feketésbarna. Spórája elliptikus, sima, közepén csírapórussal, mérete 6,5-10 x 4-6 µm. 

### Hasonló fajok
A kerti tintagomba kisebb csoportokban nő.   

## Elterjedése és termőhelye
Az Antarktisz kivételével minden kontinensen megtalálható. Magyarországon gyakori.  
Lombos fák elhalt tuskóján, törzsén vagy talajon (eltemetett faanyagon) található meg mindig seregesen, néha nagy tömegben, akár pázsitszerűen is. Áprilistól novemberig terem. 

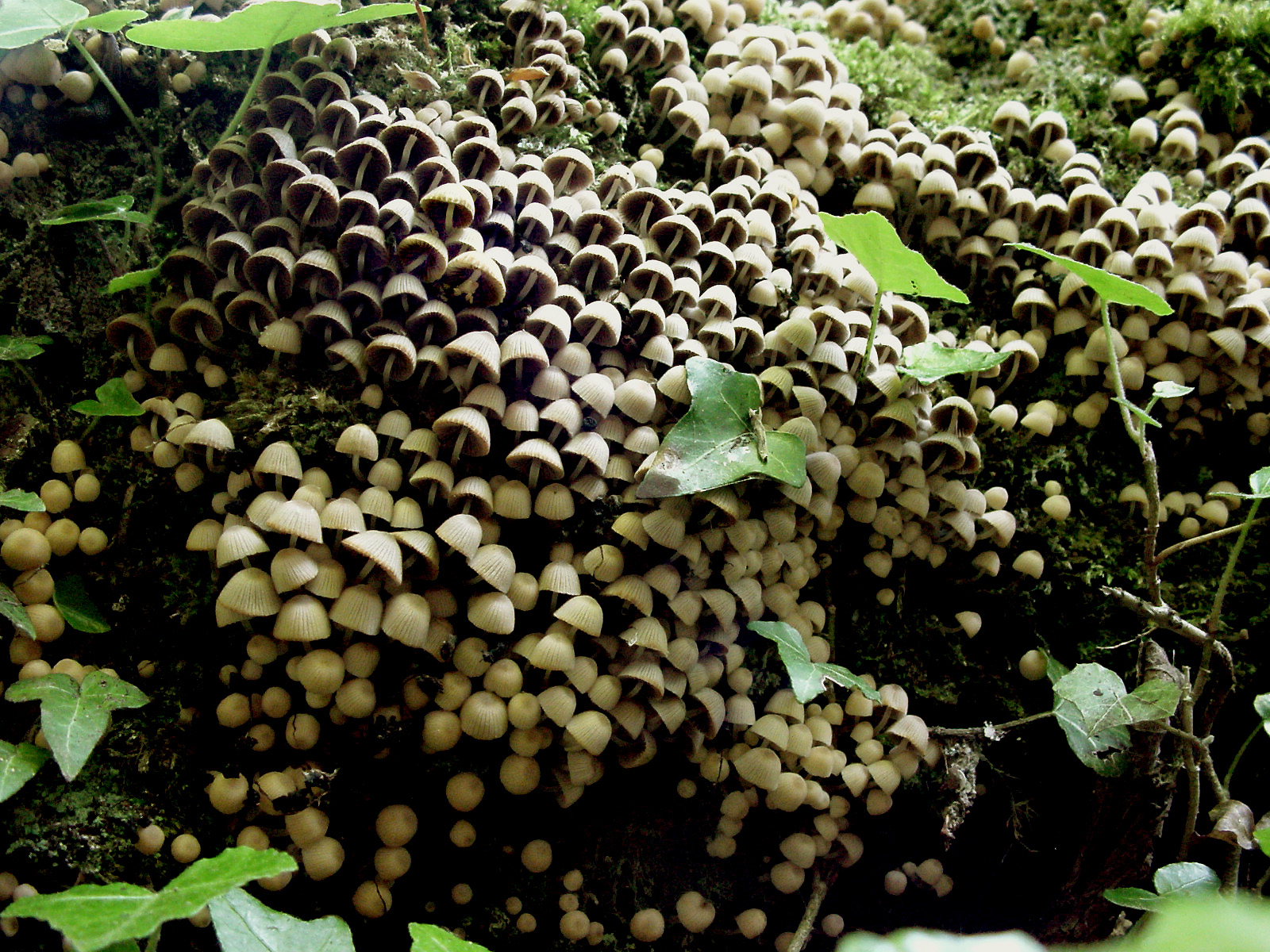
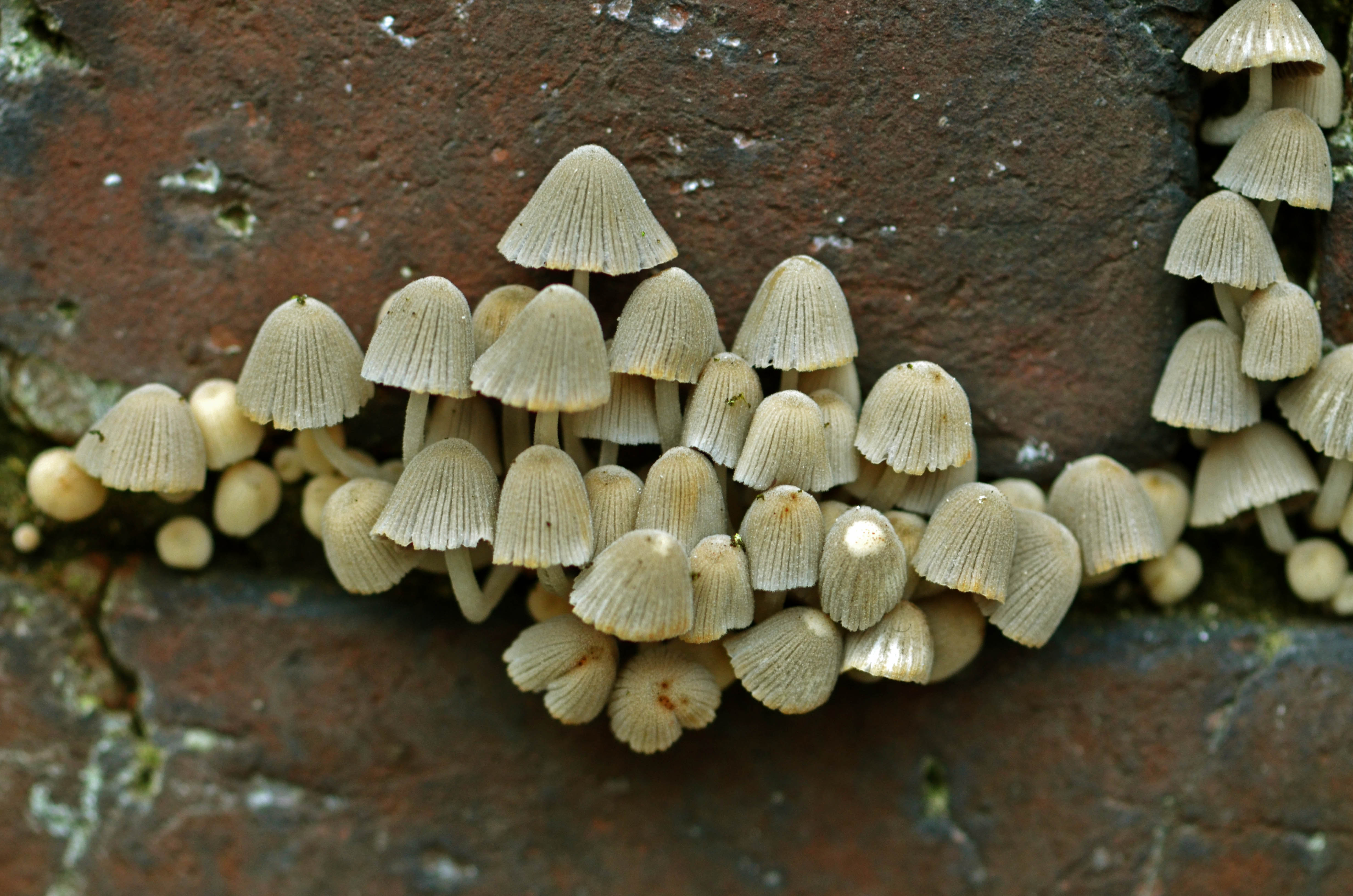
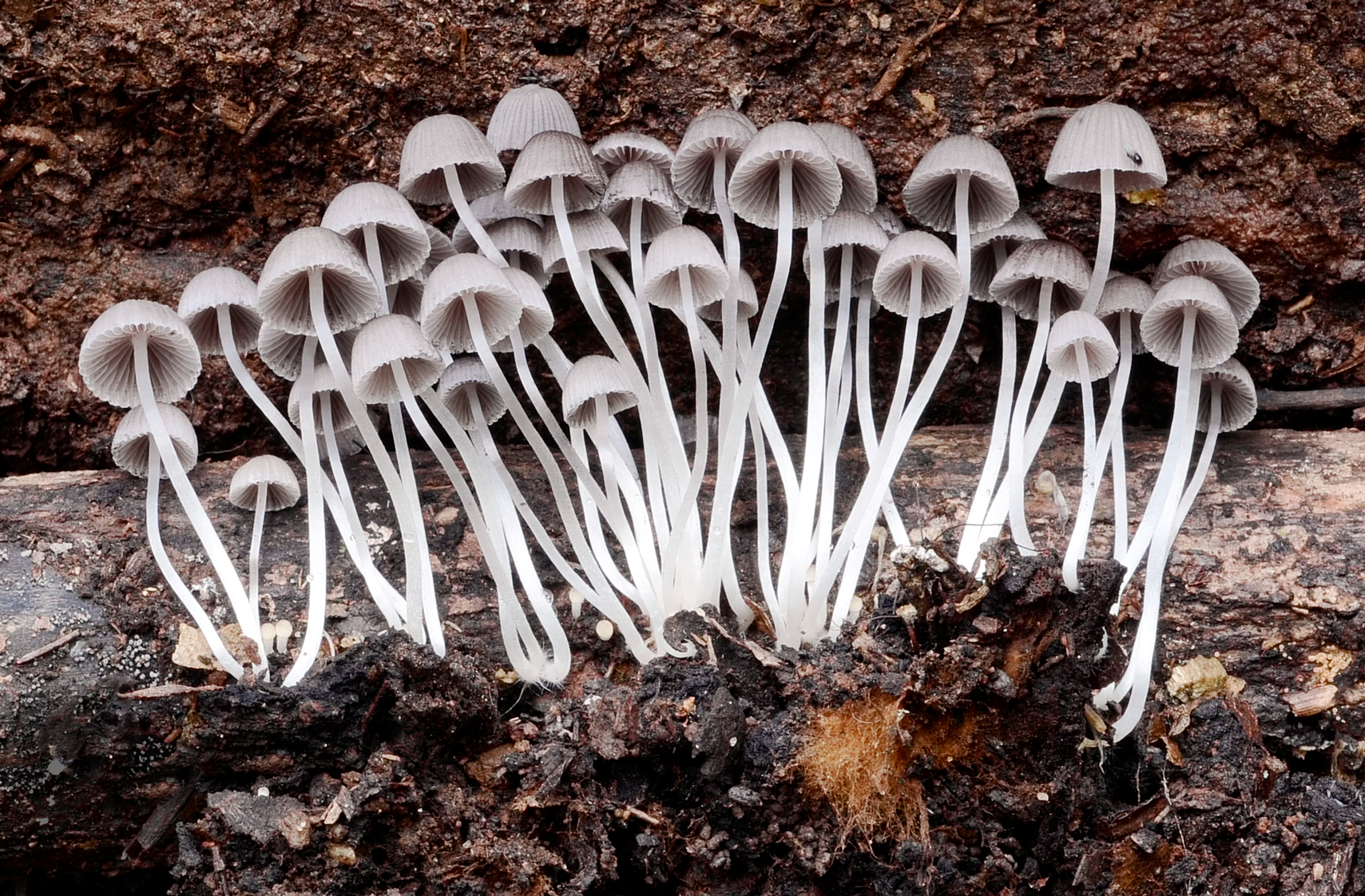
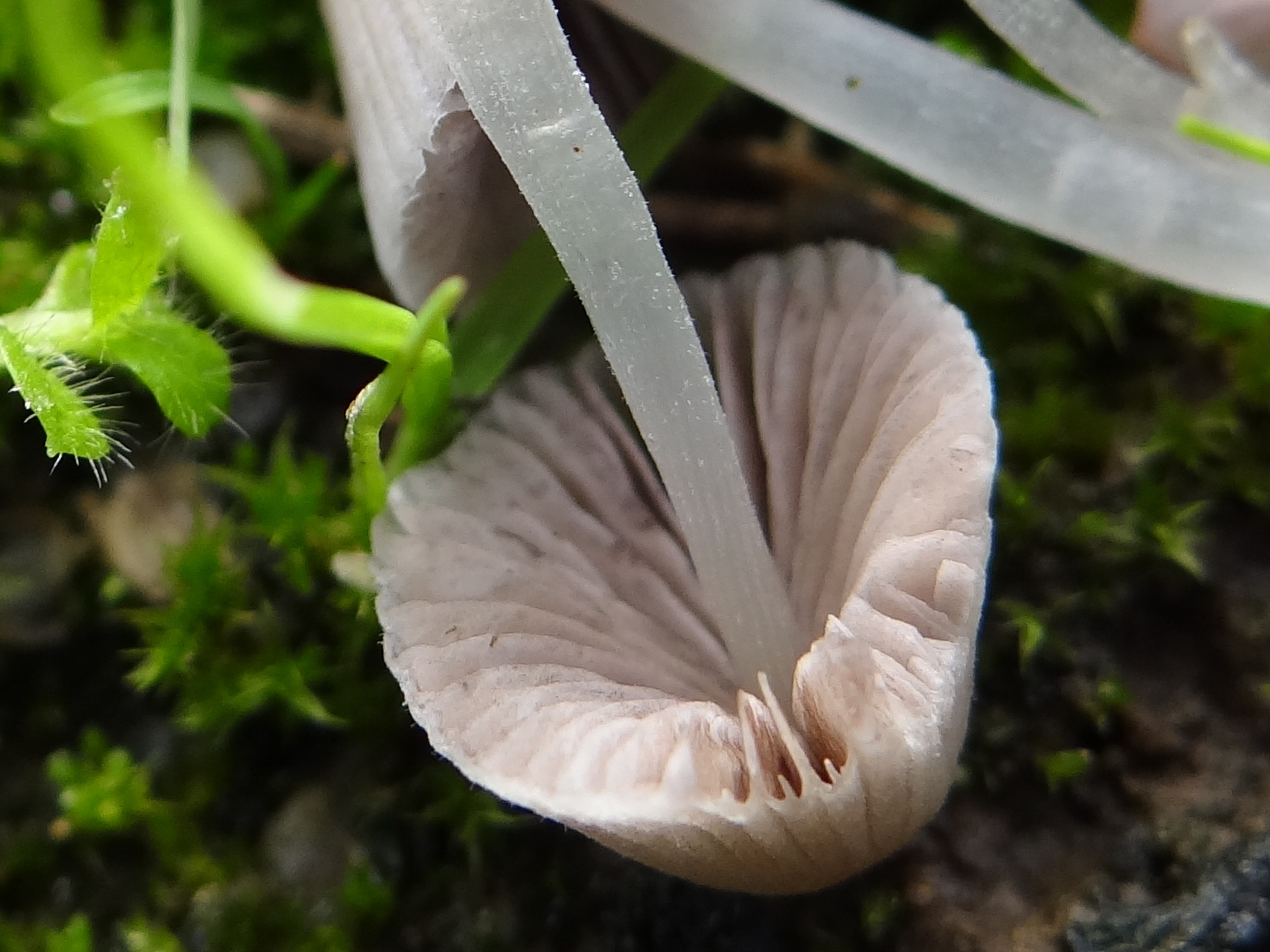
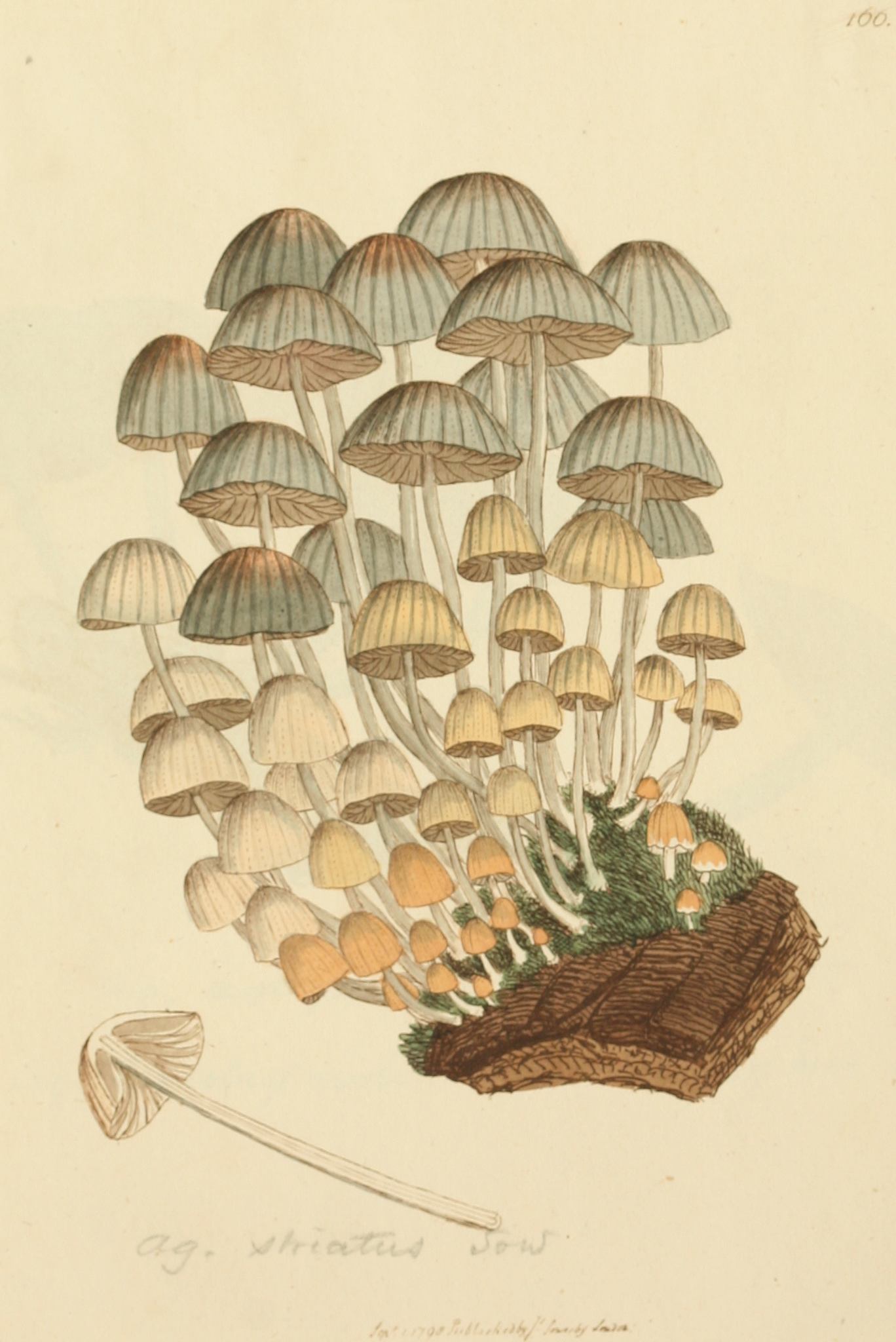

Nem ehető. 